# 쓰카모토 아키마사
쓰카모토 아키마사(일본어: 塚本 明正, 1969년 11월 22일 ~ )는 일본의 전 축구 선수이다.

## 구단 경력
1992년 재팬 풋볼 리그의 얀마 디젤(세레소 오사카)에 입단했다. 1994년 재팬 풋볼 리그 우승으로 J1리그로 승격했다. 1996년까지 50경기에 출전. 1997년 재팬 풋볼 리그의 사간 도스로 이적했다. 1999년부터 2000년까지 사가와 급편 오사카에서 뛰었다. 2000년후 현역 은퇴.